# Лінь Бяо
Лінь Бяо (кит. 林彪, піньїнь: Lín Biāo піньїньLín Biāo; (5 грудня 1907 , Хуанган, Хубей  — 13 вересня 1971 , Чингіс ) — китайський політичний діяч, маршал КНР, який вважався правою рукою і спадкоємцем Мао Цзедуна до самої його смерті в загадковій авіакатастрофі в небі над Монголією. Посмертно було оголошено зрадником і викреслено зі списків Комуністичної партії Китаю.

## Життєпис

### Ранні роки
Народився в 1907 в селі Хойлуншань повіту Хуанган провінції Хубей у родині дрібного фабриканта. При народженні отримав ім'я Юй Жун (кит. 育容, піньїнь: Yù Róng , піньінь Yù Róng). Його батько мав невелику текстильну фабрику, яка згодом збанкрутувала. Після банкрутства батько почав працювати касиром на пароплаві, що плавав річкою Янцзи. Сім'я була великою. У віці 10 років Юй Жун пішов із дому, спочатку навчався у Хойлуншаньській школі, потім в Утайській середній школі.

### Початок кар'єри
Сімнадцятирічним юнаком він вступив до Соціалістичної спілки молоді Китаю, а 1925 року — до КПК. У цьому ж році вступив у військову Академію Вампу, в 1927 році став командиром взводу, потім роти окремого полку Національно-революційної армії. На той час він змінив ім'я на Лінь Бяо. В 1926 році брав участь у Північному поході, а наступного року — в Наньчанському повстанні. Після поразки повстання брав участь у нараді в Маочжі, під час якої деякі командири пропонували розпустити війська. Лінь Бяо з Чень Ї підтримали Чжу Де, який чинив опір цій пропозиції.
Після створення 1928 року 4-го корпусу Червоної армії Китаю Лінь Бяо командував полком. Коли 1930 року було сформовано 1-шу армійську групу — командував корпусом. У листопаді 1931 року Лінь Бяо став членом Реввійськради, створеної за рішенням I Всекитайського з'їзду представників радянських районів Китаю. У 1932 році Лінь Бяо призначений командувачем 1-ї армійської групи Червоної армії, брав участь у боротьбі з 5-м каральним походом Гоміньдану. Перша армійська група під командуванням Лінь Бяо в жовтні 1934 року йшла в авангарді Великого походу китайських комуністів. У 1934—1936 роках війська під командуванням Лінь Бяо вели бойові дії проти гоміньданівських військ.

### У роки антияпонського опору
Після нападу Японії на Китай у липні 1937 року та утворення єдиного національного фронту відбулася реорганізація Червоної армії, була утворена 8-ма армія Народно-революційної армії Китаю. Лінь Бяо призначили командиром 115-ї дивізії. Воюючи з японцями, війська під керівництвом Лінь Бяо здобули низку перемог, у тому числі так звану «Велику перемогу при Пінсінгуані». Після важкого поранення Лінь Бяо у 1939 році виїхав до СРСР на лікування. У Радянському Союзі він був представником КПК у Комінтерні. У 1942 році він повернувся до Яньаню та був обраний секретарем Північно-Східного бюро ЦК КПК. На VII з'їзді КПК в 1945 році Лінь Бяо був обраний членом ЦК КПК.

### Під час другого етапу громадянської війни у Китаї
У цей час на базі загонів 8-ї армії та Нової 4-ї армії було утворено маньчжурську Об'єднану демократичну армію чисельністю до 300 тисяч осіб, командувачем якої було призначено Лінь Бяо, комісаром — Пен Чжень. Завдяки підтримці СРСР у січні-березні 1947 року війська під керівництвом Лінь Бяо тричі форсували Сунгарі та завдали сильних ударів противнику в районі на північ від Чанчуня. У 1948 році Лінь Бяо став командувачем військ Північно-Східної польової армії. У вересні 1948 року його війська розпочали велику операцію з розгрому гоміньданівської армії в Маньчжурії, що увійшла в історію як «Ляосі-Шеньянська операція» (або «Ляошеньська операція»), в результаті якої НВАК вперше отримала чисельну перевагу над армією Гоміньдану. В 1948 році Лінь Бяо командував Бейпін-Тяньцзіньським фронтом, в березні 1949 року був представником КПК на переговорах з Гоміньданом.

### Після утворення КНР та «Культурна революція»

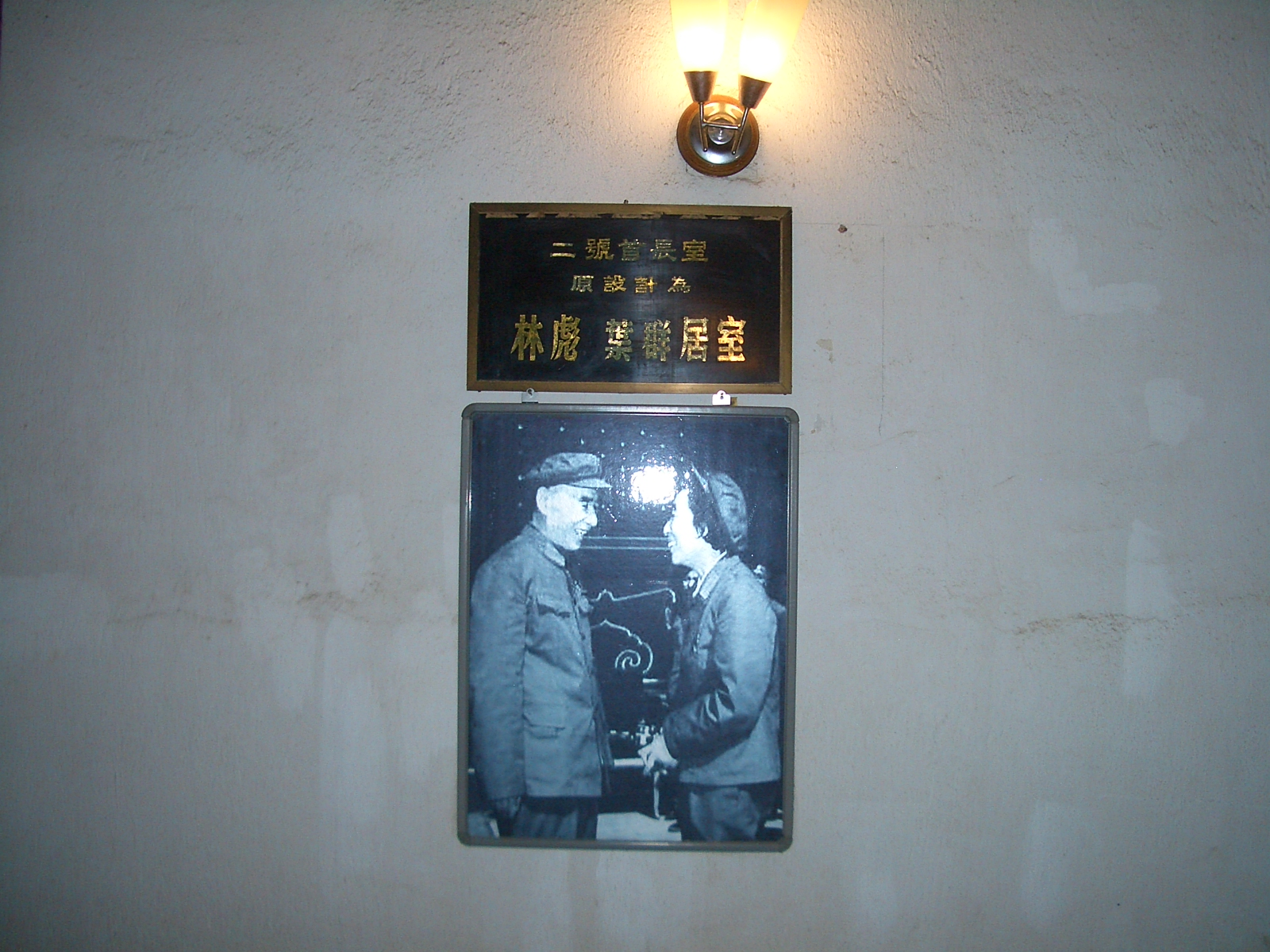
У тунелях « Проєкту 131» — підземного командного центру НВАК, що будувався в Хубеї в 1969—1971 роках. Серед іншого, там були обладнані апартаменти для Мао Цзедуна та Лінь Бяо; однак після смерті Лінь Бяо будівництво було згорнуте, і він так і не побував там

У вересні 1949 обрано членом НПКСК, у жовтні 1949 призначено командувачем Центрально-китайського військового округу. 
З грудня 1949 по січень 1953 обіймав посаду голови Центрально-південного військово-адміністративного комітету, а з липня 1950 — першого секретаря Центрально-південного бюро ЦК КПК. У 1950 році виступив проти участі Китаю у війні в Кореї.
У серпні 1954 обраний депутатом ВСНП, переобраний у липні 1958 року й у вересні 1964 року. З 1954 року працював на посаді заступника голови Державного комітету оборони. З 1954 року — заступник прем'єра Держради КНР. У 1955 році Лінь Бяо присвоєно військове звання маршала КНР, він був нагороджений багатьма орденами. З вересня 1956 року — член Політбюро ЦК КПК, з травня 1958 року — член Постійного комітету Політбюро ЦК і один із заступників голови ЦК КПК.
З вересня 1959 року, після Лушаньської конференції та зняття Пен Дехуая, Лінь Бяо був призначений міністром оборони КНР. Він активно сприяв поширенню в Китаї культу особистості Мао Цзедуна. В армії за його вказівкою вже в травні 1964 року було видано «Цитатник» Мао Цзедуна. Лінь Бяо заявив, що цю книгу, як і особисту зброю, повинен мати кожен солдат. Лінь Бяо став активним учасником та провідником «Великої пролетарської культурної революції». На XI пленумі ЦК КПК у серпні 1966 року він знову був обраний до складу Постійного комітету Політбюро ЦК, другим у списку після Мао Цзедуна. Після IX з'їзду КПК з квітня 1969 року офіційно став єдиним заступником голови ЦК партії та був визначений «наступником» Мао Цзедуна.

### Занепад кар'єри та смерть
На початку 1970-х років Лінь Бяо посварився майже з усіма впливовими членами Політбюро ЦК КПК (насамперед із Чжоу Еньлаєм, який став новою другою людиною в партії). Органи безпеки розкрили спробу змови прихильників Лінь Бяо. Разом із сім'єю спробував втікти на літаку Trident до СРСР, проте літак упав у Монголії, при цьому всі загинули. У Китаї після його смерті була розв'язана кампанія під назвою «Критика Лінь Бяо та Конфуція».
На відміну від багатьох інших політиків, засуджених за правління Мао Цзедуна, Лінь Бяо надалі не був реабілітований, і дослідження його життя та обставин його загибелі в КНР не заохочувалося. З початку 2000-х років згадки про нього та його портрети поступово повертаються в історичну літературу та музеї, а його нащадки опублікували про нього спогади.
У листопаді 1980 року у Пекіні відкрився судовий процес над членами «контрреволюційних угруповань Лінь Бяо та Цзян Цин» (незважаючи на ворожість між Лінь Бяо і Бандою чотирьох, провадження в їхніх справах було об'єднано). Зараховані до «угруповання Лінь Бяо» високопоставлені воєначальники — колишній начальник Генерального штабу НВАК Хуан Юншен, колишній командувач ВПС НВАК У Фасянь, колишній політкомісар ВМС НВАК Лі Цзопен, начальник логістичного управління НВАК Цю Хуйцзо та політкомісар ВПС Нанкінського військового округу Цзян Тенцзяо були засуджені на тривалі терміни ув'язнення.

## Родина
Лінь Бяо був третім сином фабриканта Лінь Мінціня та його дружини Чень Ші.
Лін Бяо був одружений тричі:
- Ван Цзін'ї (на ній Лінь Бяо не був офіційно одружений);
- Чжан Мей (одружилися 1937 року в Яньані, розлучилися 1942 року в СРСР);
- Е Сюнь (одружилися 1943 року в Яньані).

Діти:
- Доньки — Лінь Сяолінь (від Чжан Мей), Лінь Ліхен та Лінь Доудоу (від Е Сюнь);
- Син — Лінь Ліго (від Е Сюнь).

## Цікавий факт
В одному з варіантів виконання пісні «Біля міста Пекіна» «китайського циклу» Володимира Висоцького згадується спотворено як Ляо Бянь.